# Urdu

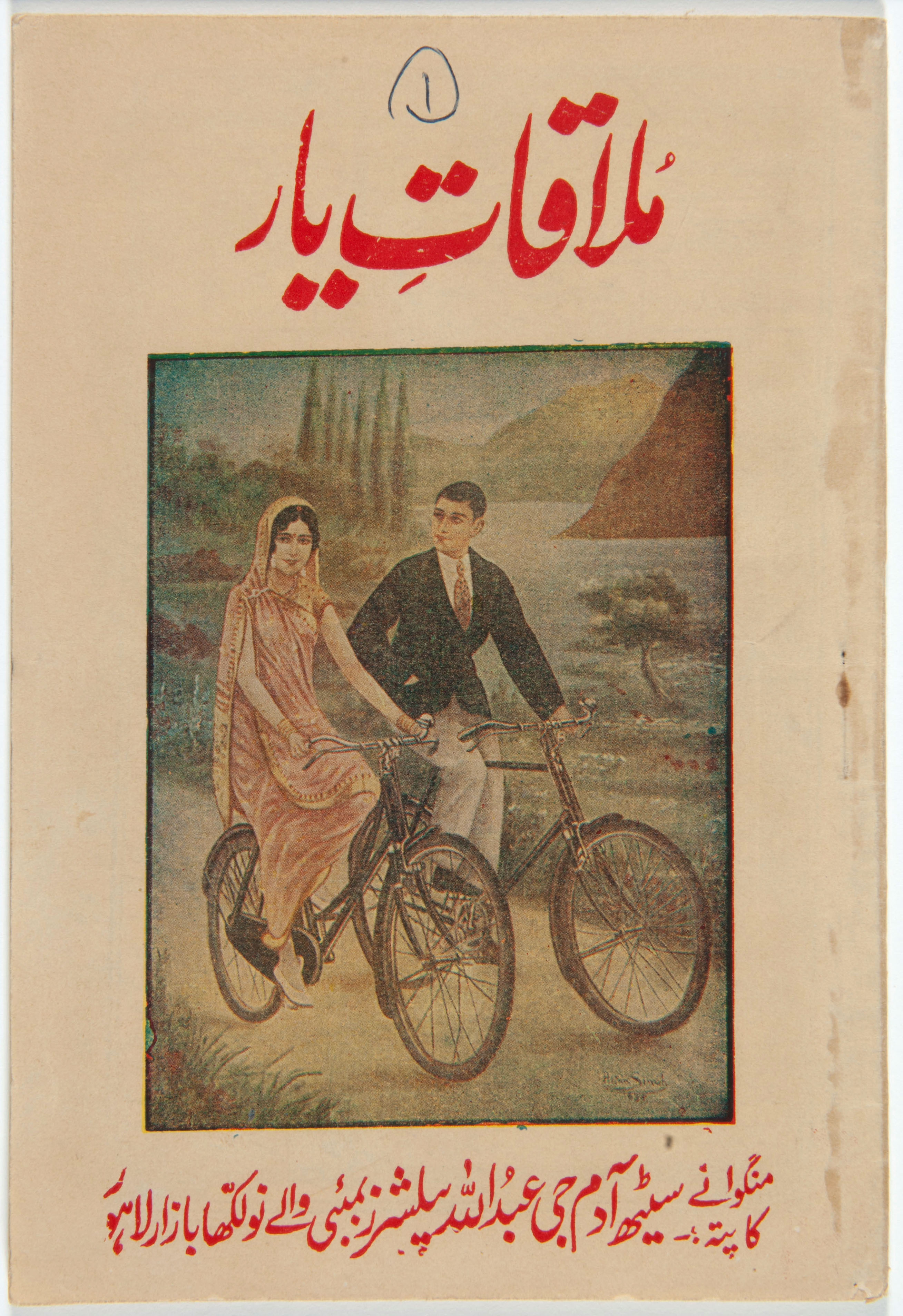
Gedichtenboek in het Urdu

Het Urdu (اردو) (ook bekend als Lashkari voor zijn sprekers; lokaal geschreven als لشکری) is de officiële nationale taal en lingua franca van Pakistan. Urdu is ook een officieel erkende taal in India. De taal behoort tot de Indo-Arische talen. Veel Pakistanen spreken van huis uit een andere taal, maar ze leren het Urdu op school en via de massamedia en raken er zo mee vertrouwd. Het wordt ook gesproken door de moslimbevolking van India, met name in het unie-territorium Jammu en Kasjmir en in de Deccan regio van Zuid-India. Urdu wordt van rechts naar links geschreven in het Perso-Arabische nastaliq schrift. In tegenstelling tot de Arabische taal worden er bijna geen tekens gebruikt om klinkers te noteren.
De naam Urdu wordt, door Nicoline van der Sijs' Etymologiebank, wel verklaard als: "taal van het verheven legerkamp." De naam Urdu zou dan verwant zijn met het Nederlandse woord "horde", oosters ruiterleger.
In oktober 2013 maakte de regering van Jammu en Kasjmir bekend een raad te willen oprichten ter bevordering van het Urdu, dat daar aan het verdwijnen is.

## Verschil met het Hindi
De taal is in grammaticaal opzicht verregaand gelijk aan het Hindi dat in Bollywood-films wordt gesproken. De taal die in Bollywood-films wordt gesproken bevat elementen van beide officiële talen. Overigens zit het verschil hoofdzakelijk in de aan het Arabisch en Perzisch ontleende woordenschat en constructies. De divergerende ontwikkeling van Hindi en Urdu is te vergelijken met die van het Servisch en Kroatisch en is eerder religieus dan taalkundig bepaald. In grote delen van Pakistan wordt wanneer men Urdu spreekt het gebruik van Urdu-woorden van Perzische of Arabische origine als beschaafder, geleerder of deftiger beschouwd dan wanneer men Urdu-woorden gebruikt die van Sanskriet- of Prakrit- origine zijn. Vergelijk het gebruik van leenwoorden uit het Romaans - praktisch is hier bedoeld Latijn en Frans - in andere talen, in bijzonderheid de Indo-Europese, maar hier specifieker nog met betrekking tot de Germaanse taalgroep, in plaats van de begrippen van eigen Germaanse origine, is dus 'herkomst', te bezigen.

## Verspreiding
Zoals eerder genoemd is Urdu de nationale taal van Pakistan. Er zijn circa 10 miljoen Pakistanen die Urdu ook als moedertaal hebben. Veel Pakistanen zijn geëmigreerd. Wereldwijd spreken ongeveer 65 miljoen personen de taal als moedertaal. Hiernaast zijn er nog ±40 miljoen mensen die de taal als tweede taal beheersen.
Relatief grote aantallen sprekers van het Urdu vindt men in de volgende landen:
| - Afghanistan (320.000) - Bahrein (80.000) - Bangladesh (650.000) - Canada (156.000) - Duitsland (40.000) - Fiji (40,000) - Frankrijk (20.000) - India (51 miljoen) - Koeweit (80,000) - Mauritius (74.000) - Nepal (375.000) | - Noorwegen (27.700) - Oman (90.000) - Pakistan (10 miljoen) - Qatar (70.000) - Saoedi-Arabië (382.000) - Tanzania (253,000) - Turkije (40,000) - Zuid-Afrika (170.000) - Verenigde Arabische Emiraten (600.000) - Verenigd Koninkrijk (747.000) - Verenigde Staten (350.000) |

## Externe link

Urdu-alfabet